# خوزه ویلانیووا (ورزشکار)
خوزه ویلانیووا (انگلیسی: José Villanueva؛ ۱۹ مارس ۱۹۱۳ – ۱۱ نوامبر ۱۹۸۳) ورزشکار بوکس اهل فیلیپین بود.
وی در مسابقات کشوری و بین‌المللی در مجموع برندهٔ ۱ مدال برنز شده‌است.